# Caudron C.60
Fabriqué à partir de 1921, le Caudron C.60 était un avion de tourisme monomoteur fabriqué par le constructeur aéronautique français Caudron durant l'entre-deux-guerres. Il a surtout été utilisé comme avion d'entraînement, en France, Finlande, Lettonie et au Venezuela.

## Histoire
En 1921, un Caudron C.60 piloté par Alphonse Poirée a remporté la Coupe Michelin sur le circuit français, mais cette victoire a été contestée par l'Italie.
Caudron a vendu 30 exemplaires du C.60 à l'armée de l'air finlandaise en 1923, puis sa licence de fabrication en 1926. 34 exemplaires ont été fabriqués en Finlande en 1927-1928, ce qui portait le nombre de C.60 finlandais à 64. Ces avions ont été utilisés jusqu'en 1936. Un des exemplaires de construction finlandaise, équipé de patins, est conservé au musée de l'aviation de Finlande.

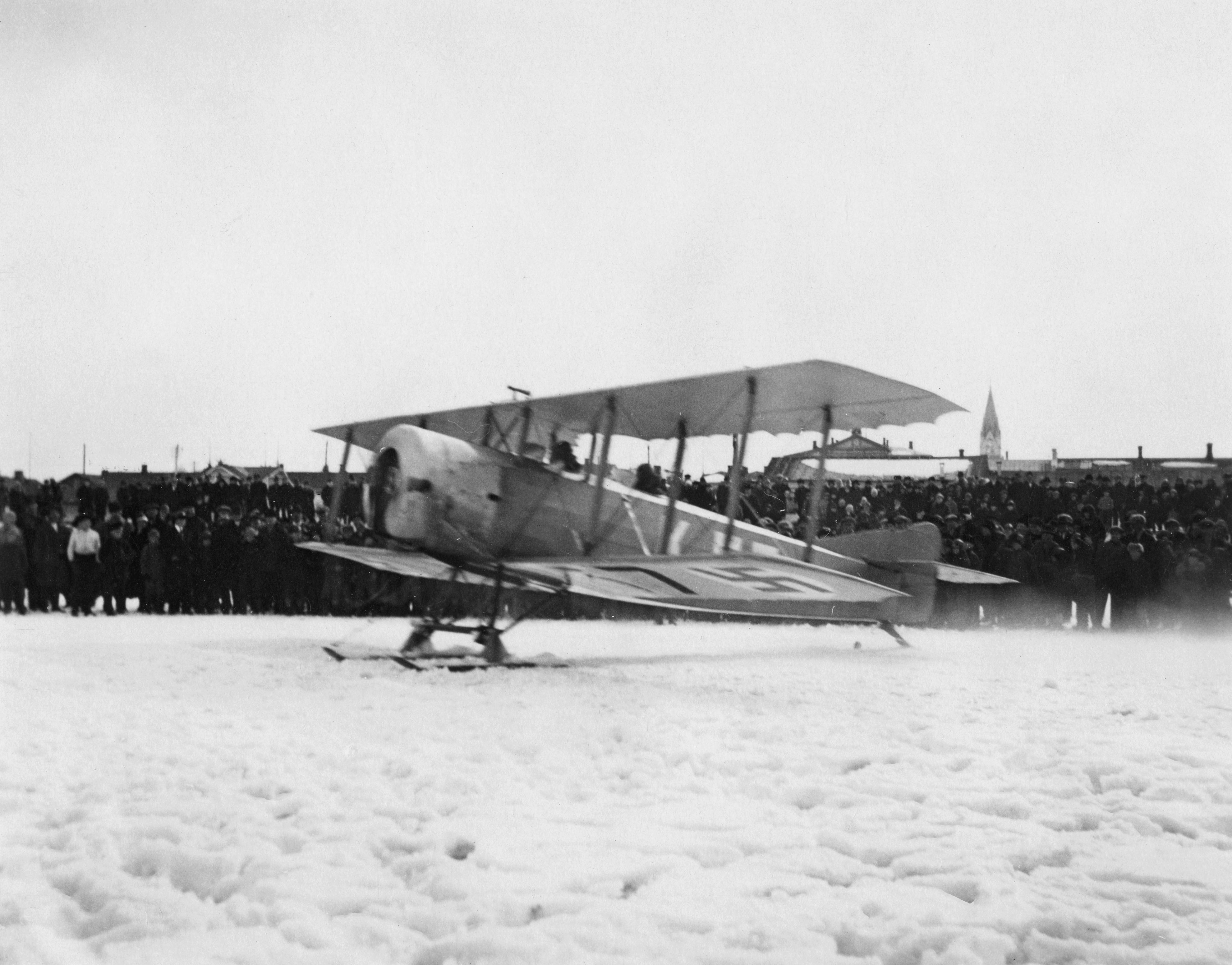
Un Caudron C.60 en Finlande en mars 1927.
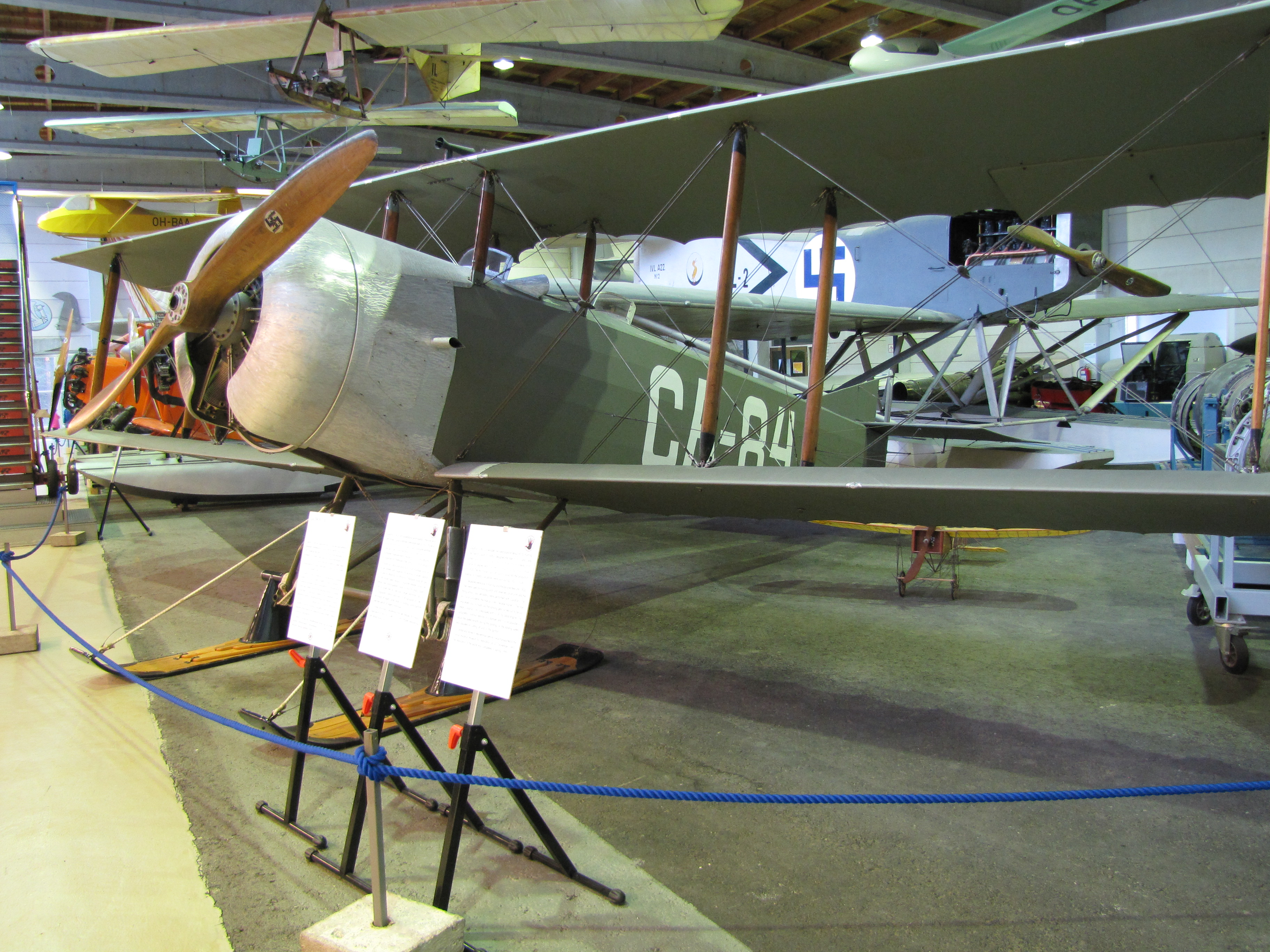
Le Caudron C.60 du musée de l'aviation de Finlande.
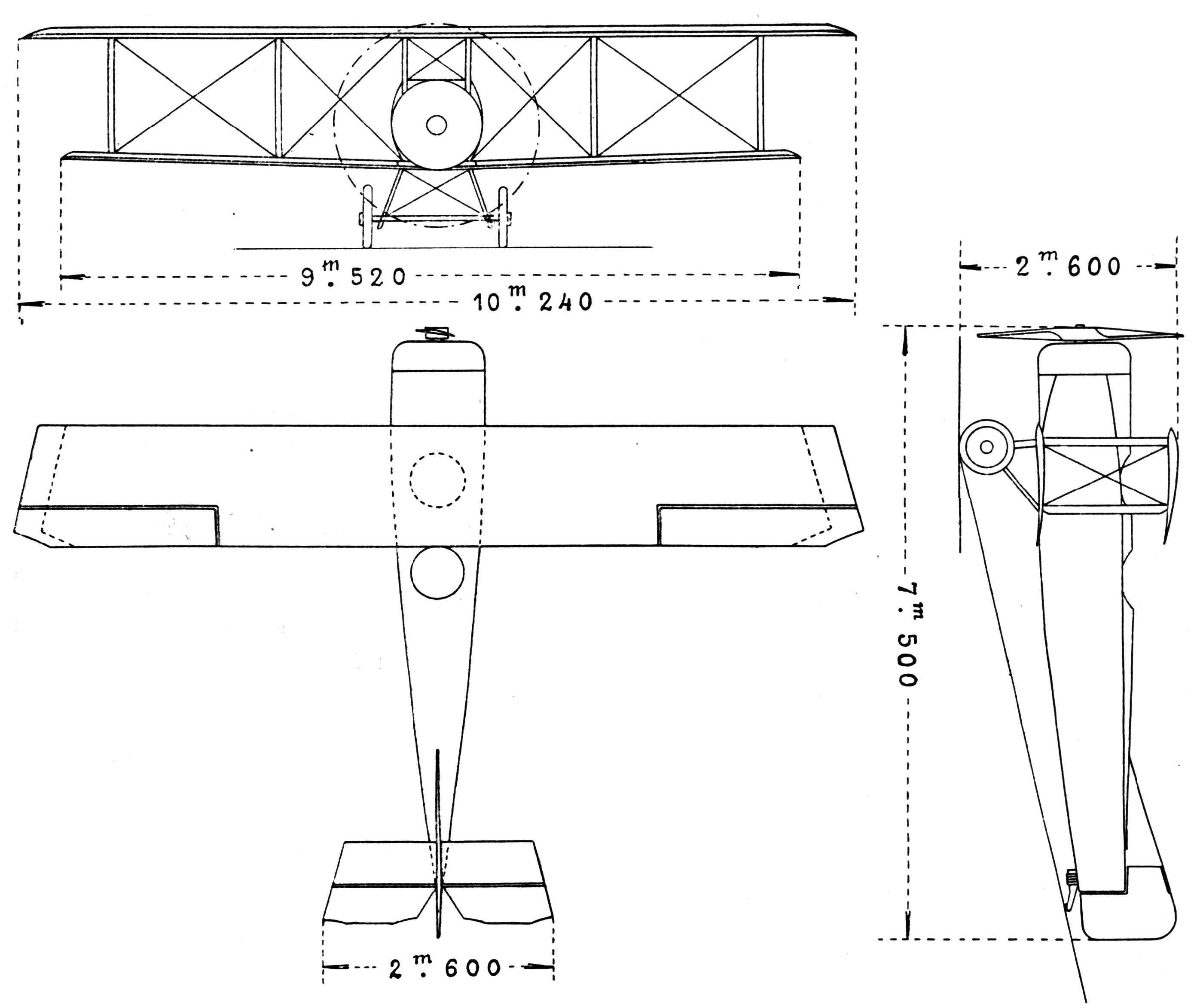
Plan 3 vues